# Jean Vodaine
Jean Vodaine, pseudonyme de Frédéric Vladimir Kaucic, né le 6 juillet 1921 à Volče (aujourd'hui en Slovénie, partie de la commune de Tolmin) est décédé le 8 août 2006 à Pont-à-Mousson, était un typographe, poète, peintre et éditeur français d'origine slovène.

## Biographie
Frédéric Vladimir Kaucic est né dans l'ancienne Vénétie-Julienne. Son père, caporal dans l'armée autrichienne, et sa mère fuient la montée du fascisme. La famille Kaucic vint alors s'établir en France, à Basse-Yutz, Moselle, en 1924. Il obtient son certificat d'études en 1933 et un C.A.P. de cordonnier en 1938.
Il exerce ensuite toutes sortes de métiers (manœuvre aux hauts-fourneaux de Thionville, ouvrier électricien, comptable de chantier, ou aide-métreur à Alsthom), parallèlement à ses activités littéraires et artistiques. Il choisit en 1947 le pseudonyme de Jean Vodaine à l’occasion de la publication de son premier recueil de poèmes, Rose et noir. Cette année-là, il acquiert également une presse à bras, sur les conseils de Pierre Boujut. Dès lors il écrit des poèmes et commence à imprimer des textes. En 1948, il reçoit le prix Germaine Briant (revue Le Goéland) parallèlement de l'autre côté du Rhin lui est décerné le Prix Gutenberg.
Installé à Montpellier puis en Lorraine, Jean Vodaine a publié la plupart des tenants de l’art brut (Jules Mougin, Chaissac, Jakovsky, Dubuffet, Queneau) mais aussi Norge, Franz Hellens, Ben, Joseph Delteil ou Roger Rabiniaux.
Le nom de Jean Vodaine reste attaché à l’expérience de Dire, revue typographique et poétique qu’il lance en 1962 (avec Edmond Dune et Adrien Printz) après Poésie avec nous (1949-1950), Courrier de poésie (1951-1954), La Tour aux puces (1958-1961).
Avec la collaboration de Frédéric Jacques Temple, Adrien Printz, Arthur Praillet, Jean Le Mauve, Alain Clément, Edmond Dune ou Jean-Paul Michel, Dire fut jusqu’en 1984 le lieu d’expérimentations typographiques telles que le mélange de police de caractères ou les forts encrages et foulages. Liées souvent au manque de moyens, ces pratiques témoignent également de l’imagination de l’autodidacte Vodaine qui établit des combinaisons de papiers rudimentaires et de formats insolites (« poèmes-affiches ») ou renouvelle à partir de 1955 le typogramme dadaïste après une rencontre avec Tristan Tzara. Sa revue, publiée jusqu'en 1984, avait rencontré un écho international en dépit de son tirage limité : ses sommaires se sont enorgueillis des noms de Léopold Sédar Senghor, Ernest Hemingway, Allen Ginsberg ou Henry Miller. En 1987, Jean Vodaine fut le premier Français couronné par le prix allemand de typographie Victor Otto Stomps (de) (Musée Gutenberg).
Sa poésie, anti-intellectualiste et nourrie de son expérience ouvrière (il a longtemps travaille en usine), pratique un populisme sans complaisance, ne craint pas de se faire narrative, touche par son accent fraternel et son authenticité.
Plus tard, il s'installe à Baslieux. En 2005, la commune de Yutz lui dédie une rue.

## Publications
- Le Jour se fera, préface de Jean Markale, Escales, 1952
- Le Bon Dieu à crédit - Poèmes 1950-1955, linogravures originales de Lucien Duvot. Imprimé et édité par l'auteur à Basse-Yutz (s.d.)
- Les Pauvres heures, Caractères, 1957
- Petits Agglos de mots périmés, Dire, 1972
- Sérénade pour un chien endormi, orné de 40 linogravures d'Alain Jean-André, Dire, 1979
- Silence… moments, illustrations de Joël Leick, G. Klopp, 1992
- Contes de mon haut fourneau, avec Louis Arti, Claude Billon & Joe Ryczko, Travers, 1996
- 1954, texte et linogravures de Jean Vodaine et Gaston Chaissac, J.-L. Thuillier, 2004
- Les Chants de Yutz, Revue Travers no 57, Fougerolles, été 2009
- « 4 photos du profil droit », suivi de Petits agglos de mots périmés et des maixines, présentation de : Joe Ryczko - VOIX Editions Richard Meier 2000